# Jeungpyeong
Jeungpyong (Jeungpyeong-gun, âm Hán Việt: Tằng Bình quận) là một huyện của tỉnh Chungcheong Bắc, Hàn Quốc. Huyện này có diện tích 387 km², dân số năm 2003 là 31.750 người. Huyện được lập năm 2003, gồm thị một xã (Jeungpyeong-eup) và một huyện nông nghiệp (Doan-myeon).